# Louis d'Estampes
Louis d'Estampes (5 aprile 1829 – 21 maggio 1898) è stato uno scrittore e saggista francese.
Apparteneva alla famiglia d'Estampes.

## Tesi
Nel suo libro scritto con Claudio Jannet ha accusato i massoni di complottare per costruire la rivoluzione francese.

## Pubblicazioni
- Londres Londres sur Gallica, 1861.
- Le pèlerinage de Rome, Le pèlerinage de Rome sur Gallica, Saint-Brieuc, 1877.
- La Franc-maçonnerie et la Révolution (avec Claudio Jannet), Avignon, Seguin frères, 1884. La Franc-maçonnerie et la Révolution.
- La France au pays noir, La France au pays noir sur Gallica Bloud et Barral, 1892.